# من ایوان، تو آبراهام
من ایوان، تو آبراهام (فرانسوی: Moi Ivan, toi Abraham‎؛ ‏بلاروسی: Я — Іван, ты — Абрам) فیلمی فرانسوی-بلاروسی به کارگردانی یولاند زوبرمن است که در سال ۱۹۹۳ منتشر شد. این فیلم برندهٔ «جایزهٔ جوانان» در جشنواره فیلم کن ۱۹۹۳ و برندهٔ جایزهٔ «سنت جرج زرین» در هجدهمین دورهٔ جشنواره بین‌المللی فیلم مسکو شد. این فیلم در جشنواره بین‌المللی فیلم ورشو و جشنواره فیلم اورشلیم هم به نمایش درآمد.

## گزیدهٔ بازیگران
- ولادیمیر ماشکوف
- الکساندر کالیاگین
- رولان بیکوف
- زینووی گردت
- دانیل اولبریخسکی